# Ireneusz Mazur
Ireneusz Mazur (ur. 13 lipca 1957 w Chrzanowie) – polski siatkarz, potem trener.

## Życiorys
Był uczniem Szkoły Podstawowej nr 2 i Liceum Zawodowego w Busku-Zdroju. Tam rozpoczął swoją życiową przygodę z siatkówką. Na sportowych parkietach występował od 1972 do 1989 roku nie odnosząc jednak żadnych spektakularnych sukcesów. W międzyczasie studiował na Akademii Wychowania Fizycznego w Krakowie, którą ukończył ze specjalizacją trenerską.
W latach 90. został trenerem reprezentacji Polski juniorów. Kadra pod jego wodzą zdobyła w 1996 roku złoty medal na Mistrzostwach Europy Juniorów, a rok później wywalczyła tytuł Mistrzów Świata Juniorów. Wśród zawodników, którzy zdobywali tytuły mistrzowskie w kategorii juniorów byli wówczas m.in. Paweł Zagumny, Piotr Gruszka, Sebastian Świderski, Grzegorz Szymański, Krzysztof Ignaczak i Dawid Murek.
W styczniu 1998 roku przejął po Hubercie Jerzym Wagnerze kadrę narodową seniorów. Kontynuował rządy twardej ręki, ale dokonał również rewolucji w ówczesnym składzie reprezentacji, stawiając na młodych graczy, z którymi wcześniej sięgał po złote medale mistrzostw Europy i mistrzostw świata juniorów. Pod jego wodzą w 1998 roku polscy siatkarze zadebiutowali w Lidze Światowej. W debiucie w tych rozgrywkach pokonali Rosję 3:2. Jednak w tych rozgrywkach zajęli dopiero 10. miejsce. Rok później w LŚ zajęli 8. miejsce. Na Mistrzostwach Świata w 1998 roku polscy siatkarze zajęli dopiero 17. miejsce. Nie zdołał awansować z reprezentacją na Mistrzostwa Europy w 1999 roku i na Igrzyska Olimpijskie w Sydney i przestał być selekcjonerem reprezentacji Polski. Następnie był II trenerem AZS Częstochowa, a później I trenerem tego zespołu. Największe sukcesy jako trener klubowy odniósł w latach 2004–2006 jako trener Skry Bełchatów, zdobywając w obydwu sezonach mistrzostwo i Puchar Polski. Później został trenerem AZS Olsztyn, gdzie w pierwszym sezonie zdobył brązowy medal mistrzostw Polski. Po porażce z Jadarem Radom na zakończenie sezonu zasadniczego 2007/2008 podał się do dymisji. W 2009 roku prowadził AZS Politechnikę Warszawską, zastępując Krzysztofa Kowalczyka.
Obecnie jest ekspertem i komentatorem siatkówki w stacji Polsat Sport. Komentował m.in. mecze Mistrzostw Świata, mistrzostw europy, Ligi Światowej, World Grand Prix, Pucharu Świata, Ligi Mistrzów, Ligi Mistrzyń, PlusLigi i OrlenLigi.

## Sukcesy trenerskie
w kadrze:
- Mistrzostwo Świata Juniorów (1997)
- Mistrzostwo Europy Juniorów (1996)

w klubach:
- Wicemistrzostwo Polski 2000/2001 oraz 2001/2002 z AZS Częstochowa
- III miejsce w Pucharze Europy Top Teams Cup z AZS Częstochowa w 2002 r.[1]
- Mistrzostwa Polski (2004/2005 i 2005/2006 ze Skrą Bełchatów)
- Puchary Polski (2004/2005 oraz 2005/2006 ze Skrą Bełchatów)